# Burgstall Neuittelsburg
Der Burgstall Neuittelsburg ist der Überrest einer ehemaligen Höhenburg auf dem Reichenfels (früher auch Richfels), südwestlich von Niedergsäng bei Ittelsburg im Landkreis Unterallgäu in Bayern. 

## Geografische Lage

Übersichtskarte der Burgställe bei Ittelsburg

Der Burgstall befindet sich etwa 320 Meter südwestlich des Weilers Niedergsäng auf einem Nagelfluhfelsen. Geschützt war die Burg durch einen tiefen Rundgraben, welcher in den Nagelfluh geschnitten war, sowie durch Wälle und einem Vorwerk.

## Geschichte
Die Burg wurde wohl ursprünglich von einem Rupert von Grönenbach-Wolfertschwenden und Ochsenhausen um 1102 erbaut. Rupert von Grönenbach war bis 1145 Burgherr von Neuittelsburg. Der Besitz von Neuittelsburg ging danach an die Herren von Ittelsburg über. Überliefert als Burgherren sind bis 1268 Adelheid und Anna von Ittelsburg, danach bis 1322 ein Berthold von Ittelsburg, der 1322 den jährlichen Zins von 10 Gulden aus einem Hof „im oberen Thal“ dem Heilig-Geist-Spital zu Memmingen schenkte. Das Geschlecht der Ittelsburger ist um 1370 erloschen. Ab dem Jahre 1400 war die Burg als kemptisches Lehen im Besitz von Franz dem Wauler, der sie 1406 an das Kloster Ottobeuren verkaufte. Bereits zwei Jahre später, 1408, wurde die Burg wiederum veräußert und ging in den Besitz von Hug von Rothenstein über, der sie zusammen mit seinem Neffen Gerwig von Rothenstein erwarb. Ab dem Jahre 1410 wurde die Burg „der Falk“ genannt. Sie war zu dieser Zeit bereits baufällig und ab dem Jahre 1484 fanden Verhandlungen über einen Neubau auf der Spitze des Berges (siehe Burgstall Falken) statt. Der Name „der Falk“ ging auf die neue, 1496 errichtete Burg über, seitdem wird der alte Bussenberg Falken genannt. Neuittelsburg verblieb bis 1492 im Besitz derer von Rothenstein und ist um 1500 verfallen. Der Burgstall steht heute unter Denkmalschutz.